# Sistema direto de transliteração do alfabeto búlgaro
O Sistema direto de transliteração do alfabeto búlgaro (em inglês Streamlined System, em búlgaro Обтекаема система) foi criado no Instituto da matemática e da informática na Academia de Ciências da Bulgária em 1995 para a Comissão Búlgara para os Topônimos Antárticos. O sistema foi adotado oficialmente pelo governo em 2000 e 2006, e transformou-se a base da Lei búlgara da transliteração em 2009:
O Sistema direto foi adotado também pela ONU em 2012 e, para uso oficial dos Estados Unidos e Reino Unido, por BGN e PCGN em 2013.
| А A | Б B | В V  | Г G  | Д D  | Е E   | Ж ZH | З Z | И I  | Й Y  |
| К K | Л L | М M  | Н N  | О O  | П P   | Р R  | С S | Т T  | У U  |
| Ф F | Х H | Ц TS | Ч CH | Ш SH | Щ SHT | Ъ A  | Ь Y | Ю YU | Я YA |

O Sistema direto é similar ao antigo sistema de BGN/PCGN de 1952 para a romanização do búlgaro, que era oficial nos EUA e no Reino Unido até 2013. Entretanto, o segundo sistema translitera as letras cirílicas Х, Ь e Ъ  como KH, ’ (apóstrofe) e Ŭ, quando o primeiro sistema usar H, Y e A para essa finalidade.

## Ilustração
Exemplo (Artigo 1º da Declaração Universal dos Direitos Humanos):
| Всички хора се раждат свободни и равни по достойнство и права. Те са надарени с разум и съвест и следва да се отнасят помежду си в дух на братство. |  | Vsichki hora se razhdat svobodni i ravni po dostoynstvo i prava. Te sa nadareni s razum i savest i sledva da se otnasyat pomezhdu si v duh na bratstvo. |

## Reversibilidade
L. Ivanov, D. Skordev e D. Dobrev propuseram uma versão auxiliar e reversível do sistema a empregar estes em casos especiais quando a recuperação exacta das palavras búlgaras das suas formas latinizadas é uma prioridade, com as letras e as combinações das letras cirílicas Ъ, Ь, ЗХ, ЙА, ЙУ, СХ, ТС, ТШ, ТЩ, ШТ, ШЦ representados por `A, `Y, Z|H, Y|A, Y|U, S|H, T|S, T|SH, T|SHT, SH|T, SH|TS respectivamente.

## Limitações
Trata-se de uma transliteração orientada exclusivamente para o inglês. É apenas obrigatória no quadro legislativo búlgaro.